# (3607) Naniwa
(3607) Naniwa (1977 DO4) – planetoida z pasa głównego asteroid okrążająca Słońce w ciągu 3,37 lat w średniej odległości 2,25 au Odkryli ją Hiroki Kōsai i Kiichirō Furukawa 18 lutego 1977 roku.